# Napoleon som Mars fredsskaparen

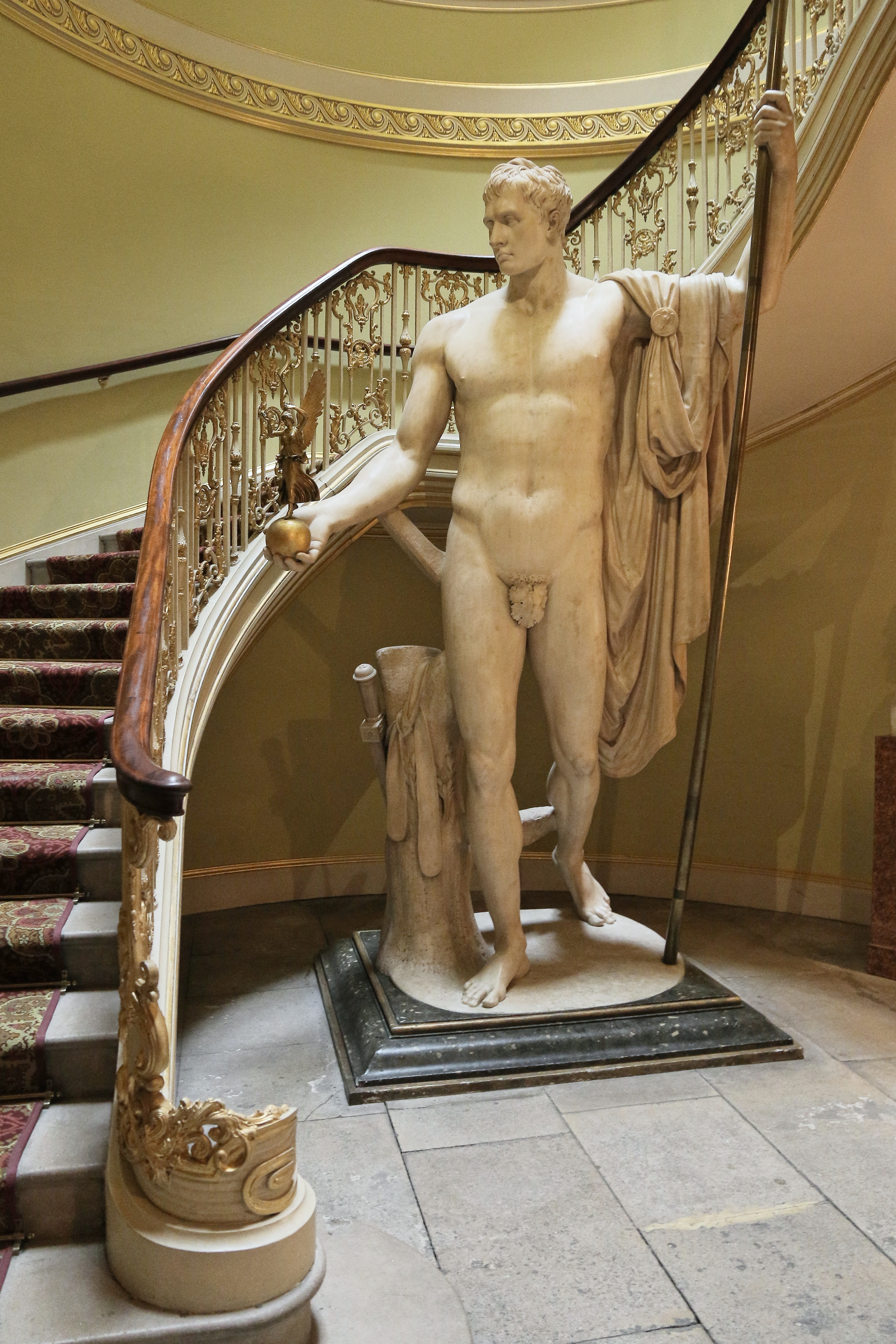
Napoleon som Mars, originalskulpturen i marmor i Apsley House i London.

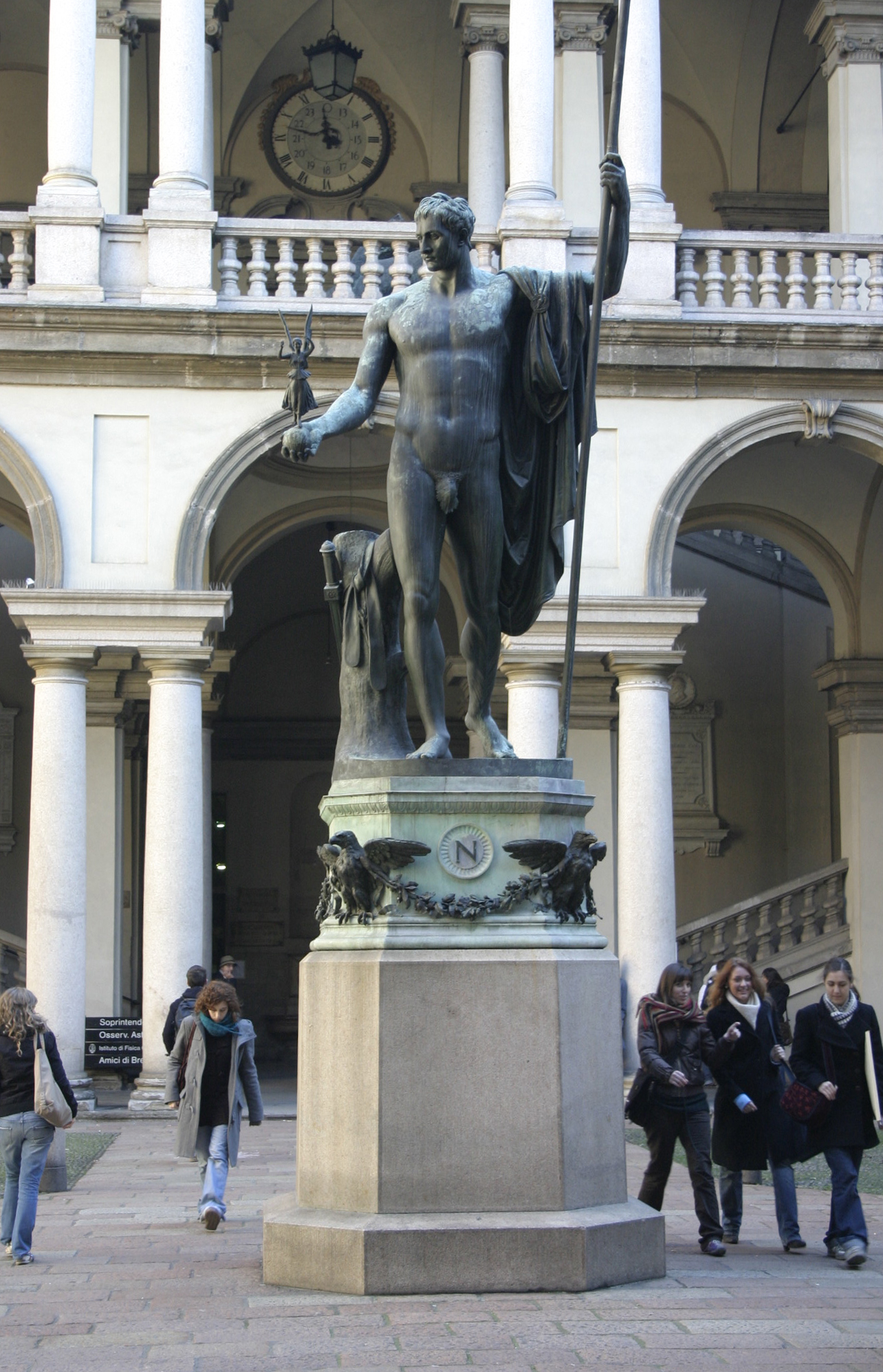
Kopia i brons av statyn, utförd 1811, nu placerad på gården till Palazzo di Brera i Milano.

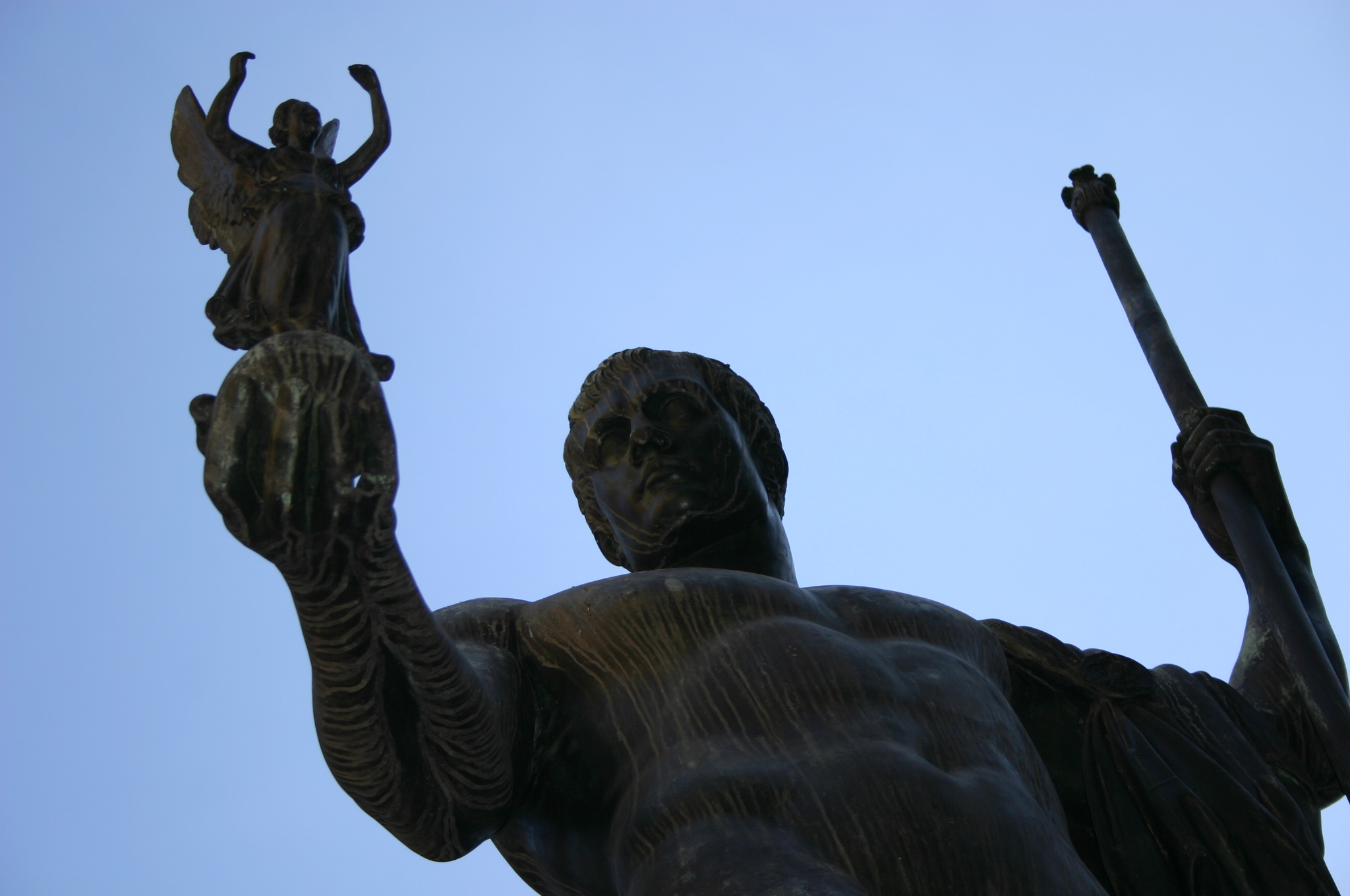
Detalj av jordgloben med Victoria/Nike i Napoleons högra hand, Palazzo di Brera i Milano.

Napoleon som Mars fredsskaparen är en stor heroisk staty utförd av den italienske skulptören Antonio Canova. Den porträtterar Napoleon som den romerska krigsguden Mars. Napoleon håller Victoria (grekiska Nike), stående med en jordglob i sin högra hand, och en stav i den vänstra. Skulpturen utfördes mellan 1802 och 1806. 
Originalskulpturen i vit marmor placerades ursprungligen på Louvren i Paris, men såldes 1816 efter Napoleonkrigen till Storbritannien. Den står nu i trapphuset på Apsley House, residens för hertigen av Wellington. En kopia av skulpturen i brons, utförd 1811, är placerad på gården till Palazzo di Brera i Milano.

## Historia
På Napoleons önskemål kom år 1802 Antonio Canova, ansedd som dåtidens främste skulptör, till Paris. Han gjorde där en byst av Napoleon och återvände därefter till Rom för att göra hela skulpturen. Kroppen följer det antika klassiska romerska idealet för en kejsare; förebild kan vara en skulptur av Augustus, Roms förste kejsare. Tanken var att skulpturen av Napoleon skulle placeras i Louvren vid andra skulpturer av romerska kejsare, i nischen där Laokoongruppen står, så att den skulle bli det första man såg i rummet. 
Skulpturen var fullbordades 1806 och levererades till Louvren, men när Napoleon fick se skulpturen, accepterade han den inte; kroppen var alltför atletisk. Han ville inte att den skulle vara tillgänglig för en bredare publik. Den placerades i skymundan på Louvren. Efter Napoleons abdikation 1814 fick dåvarande brittiska ambassadören i Paris, Arthur Wellesley, hertig av Wellington, se Napoleonskulpturen i Louvren. Hertigen samlade Canovas skulpturer och verkade därefter för att Storbritannien skulle köpa in den.
Köpet genomfördes 1816 och George IV föreslog att den skulle placeras i hertigens residens i Apsley House, där det redan fanns en stor samling Canova-skulpturer. Den flyttades dit 1817. 
År 1811 göts en bronskopia av skulpturen i Rom. Arbetet utfördes av Francesco Righetti och hans son. Sedan 1859 finns denna i entrégården till Palazzo di Brera i Milano. Den förgyllda bronsskulpturen av Victoria/Nike i Napoleons högra hand stals 1978, men ersattes av en replik under 1980-talet.
Antonio Canova utförde också skulpturer av Napoleons syster Pauline, hans mor Laetitia Ramolino och hans hustru Josephine.